# マーカス・カウフマン
マーカス・モーリス・カウフマン（Marcus Maurice Kaufman、1929年6月19日 – 2003年3月26日）は、1987年3月18日から1990年1月31日まで、カリフォルニア州最高裁判所で第103代判事を務めた人物。カウフマンは、最高裁判所に任命される前は、カリフォルニア州控訴裁判所陪席判事を17年間務めた。